# Aadum PullingArena
Aadum PullingArena er en arena der ligger på Rosendalvej i Ådum, mellem Tarm og Hoven.
Areanen har flere gange afholdt traktortræk i Danmark.
Der køres flere gange om året, 2011 var de for første gang en afdeling af DTP-mesterskaberne.